# Lo smoking
(Tag-line del film)
Lo smoking (The Tuxedo) è un film commedia d'azione del 2002, diretto da Kevin Donovan ed interpretato da Jackie Chan e Jennifer Love Hewitt.

## Trama
Jimmy Tong è un tassista noto per la propria spericolatezza e velocità nel portare i clienti a destinazione, di solito senza "troppi" metodi illegali. La sua reputazione finisce per fargli avere un impiego come autista personale del misterioso e facoltoso Clark Devlin. Jimmy non ha la minima idea di chi sia davvero il suo nuovo datore di lavoro, ma la natura amichevole di quest'ultimo vince la sua sfiducia e i due diventano amici. Devlin è in realtà una spia e, quando un tentativo di eliminarlo va quasi a buon termine, mandandolo in coma, Jimmy si trova casualmente ad indossare uno dei suoi smoking.
Questo è in realtà uno speciale gadget in grado di garantire a chi lo indossa numerose abilità (incluse le arti marziali, la danza, il mimetismo e la capacità di camminare su pareti verticali), che Jimmy dovrà sfruttare per sgominare la banda di terroristi che ha ridotto in fin di vita il suo capo. Alla sua missione si unisce la scienziata Del Blaine, che inizialmente non sopporta il suo partner, anche se alla fine instaurerà un profondo rapporto di fiducia con lui.

## Cameo
Nella pellicola è presente anche un cameo di James Brown nei panni di sé stesso.